# Książnica (województwo dolnośląskie)
Książnica (niem. Pfaffendorf) – wieś w Polsce, położona w województwie dolnośląskim, w powiecie dzierżoniowskim, w gminie Dzierżoniów, u podnóża Wzgórz Kiełczyńskich, których najwyższy szczyt to Szczytna (466 m n.p.m.).
W latach 1975–1998 wieś administracyjnie należała do województwa wałbrzyskiego.

## Zabytki
Do wojewódzkiego rejestru zabytków wpisane są obiekty:
- zespół dworski, z XVIII wieku
  - dwór
  - park (otoczenie)[6]